# John Rodrigues
John Rodrigues (* 21. August 1967 in Bombay, Indien) ist ein indischer römisch-katholischer Geistlicher und Erzbischof von Bombay.

## Leben
John Rodrigues empfing am 18. April 1998 das Sakrament der Priesterweihe für das Erzbistum Bombay.
Am 15. Mai 2013 ernannte ihn Papst Franziskus zum Titularbischof von Deultum und zum Weihbischof in Bombay. Die Bischofsweihe spendete ihm und dem gleichzeitig ernannten Weihbischof Savio Dominic Fernandes der Erzbischof von Bombay, Oswald Kardinal Gracias, am 29. Juni 2013. Mitkonsekratoren waren der Patriarch von Ostindien und Erzbischof des Erzbistums Goa e Damão, Filipe Neri António Sebastião do Rosário Ferrão, und Weihbischof Agnelo Rufino Gracias aus Bombay.
Papst Franziskus ernannte ihn am 25. März 2023 zum Bischof von Poona. Die Amtseinführung fand am 24. Mai desselben Jahres statt.
Am 30. November 2024 ernannte ihn Papst Franziskus zum Koadjutorerzbischof von Bombay. Mit dem Rücktritt von Oswald Kardinal Gracias am 25. Januar 2025 folgte er diesem als Erzbischof von Bombay nach.